# Vertiszol
A vertiszol egy talajrend az USDA-talajtaxonómiában. Leggyakrabban fekete színű talajok, de a szürkétől a vörösig terjedő színskálán mozog a színe az anyakőzettől és az éghajlattól függően. Magas kitáguló agyagásvány tartalmú. Az agyag könnyen megduzzad, ha nedves és összehúzódik, ha száraz. Minden éghajlaton megtalálható, gyakran füves puszták, szavannák vagy füves erdőségek meglelhetők, ahol mély repedések alakulnak ki, ha kiszáradnak. Rendkívül mély az A és B horizontjuk a talaj önkeverő képessége (duzzadás - összehúzódás) miatt.
A jégmentes földterületek kb. 2,4%-át foglalják el.

## Alrendek
- Aquert - az év nagy részében a vízszint felszínénél vagy annak közelében lévő vertiszolok, a magas agyag tartalom miatt a permeabilitása lecsökkent. Általában, ha a csapadék meghaladja a párolgást, tavacskák jöhetnek létre.
- Cryert - a legelterjedtebbek a füves pusztákon és erdős-füves puszta átmeneti zónákon a kanadai prérin és Oroszország hasonló szélességi körein.
- Torrert - száraz éghajlatok vertiszola.
- Udert - nyirkos éghajlatok vertiszola, Uruguayban és Kelet-Argentínában a legelterjedtebb.
- Ustert - a legelterjedtebb a trópusi és monszun éghajlaton Ausztráliában, Indiában és Afrikában.
- Xerert - mérsékelt vertiszolok nagyon száraz nyarakkal és nedves telekkel. Legelterjedtebb a keleti Mediterráneumon és Kalifornia részein.

## Külső hivatkozások
- Vertisols. USDA-NRCS. [2003. augusztus 28-i dátummal az eredetiből archiválva]. (Hozzáférés: 2006. május 14.)